# Стефан Бабович
Стефан Бабович (серб. Стефан Бабовић / Stefan Babović, нар. 7 січня 1987, Беране) — сербський футболіст, що грав на позиції півзахисника, зокрема за «Нант», «Партизан», а також національну збірну Сербії.

## Клубна кар'єра
Народився 7 січня 1987 року в Беране. Вихованець юнацьких команд футбольних клубів «Партизан» та «Телеоптик».
У дорослому футболі дебютував 2004 року виступами за головну команду «Партизана», в якій провів два, взявши участь у 36 матчах чемпіонату. 
Згодом захищав кольори ОФК (Белград), після чого наприкінці 2007 року отримав запрошення від французького друголігового «Нанта», до складу якого приєднався у січні 2008 за 3 мільйони євро. У новій команді був гравцем ротації, а більшу частину сезону 2009/10 провів у Нідерландах, граючи на правах оренди за «Феєнорд», де також виходив на поле нерегулярно.
Влітку 2010 року повернувся на батьківщину, де уклав контракт з рідним  «Партизаном». У белградській команді став ключовою фігурою у центрі поля, провівши за два роки понад 50 ігор національної першості. Влітку 2012 уклав трирічний контракт з іспанським «Реал Сарагоса». В Іспанії не заграв і за рік, провівши лише 9 матчів у Ла-Лізі, повернувся до Сербії, де приєднався до «Вождоваця».
Завершував ігрову кар'єру у рідному «Партизані» протягом 2015–2016 років.

## Виступи за збірні
Грав за юнацьку збірну Сербії і Чорногорії (U-19).
У 2006–2007 роках залучався до складу молодіжної збірної Сербії. На молодіжному рівні зіграв у 25 офіційних матчах, забив 4 голи. Був учасником молодіжного Євро-2007, де серби здобули срібні нагороди.
Того ж 2007 року провів чотири офіційні матчі в складі національної збірної Сербії.

## Досягнення
«Партизан»
- Чемпіон Сербії: 2004-05, 2010-11, 2011-12, 2014-15
- Володар Кубка Сербії: 2010-11